# Europameisterschaften 1914
Als Europameisterschaft 1914 oder EM 1924 bezeichnet man folgende Europameisterschaften, die im Jahr 1914 stattfanden:
- Eishockey-Europameisterschaft 1914
- Eiskunstlauf-Europameisterschaft 1914
- Rennrodel-Europameisterschaften 1914
- Inoffizielle Ringer-Europameisterschaften 1914